# Illéla (Departement)
Illéla ist ein Departement in der Region Tahoua in Niger.

## Geographie
Das Departement liegt im Süden des Landes. Es besteht aus der Stadtgemeinde Illéla und den Landgemeinden Badaguichiri und Tajaé. Der namensgebende Hauptort des Departements ist Illéla.
Es gibt zehn Dörfer mit mehr als 5000 Einwohnern laut Volkszählung 2012:
- Badaguichiri (Gemeindehauptort)
- Dabnou
- Dafawa
- Dangona
- Dindi
- Kaoura Abdou
- Tajaé (Gemeindehauptort)
- Toubout
- Toullou
- Yama[2]

## Geschichte
Nach der Unabhängigkeit Nigers im Jahr 1960 wurde das Staatsgebiet in 32 Bezirke (circonscriptions) aufgeteilt. Einer davon war der Bezirk Illéla. 1964 gliederte eine Verwaltungsreform Niger in sieben Departements, die Vorgänger der späteren Regionen, und 32 Arrondissements, die Vorgänger der späteren Departements. Im Zuge dessen wurde der Bezirk Illéla in das Arrondissement Illéla umgewandelt. Der Pädagoge Souleymane Ly leitete von 1966 bis 1967 als Unterpräfekt das Arrondissement.
Im Jahr 1998 wurden die bisherigen Arrondissements Nigers zu Departements erhoben, an deren Spitze jeweils ein vom Ministerrat ernannter Präfekt steht. Die Gliederung des Departements in Gemeinden besteht seit dem Jahr 2002. Zuvor bestand es aus dem städtischen Zentrum Illéla und dem Kanton Illéla/Tajaé. 2011 wurde Bagaroua als eigenes Departement aus dem Departement Illéla herausgelöst.

## Bevölkerung
Das Departement Illéla hat gemäß der Volkszählung 2012 336.621 Einwohner. Bei der Volkszählung 2001, vor der Herauslösung von Bagaroua, waren es 263.832 Einwohner, bei der Volkszählung 1988 174.821 Einwohner und bei der Volkszählung 1977 131.744 Einwohner.

## Verwaltung
An der Spitze des Departements steht ein Präfekt (französisch: préfet), der vom Ministerrat auf Vorschlag des Innenministers ernannt wird.
| Amtszeit                     | Name                                               |
| ---------------------------- | -------------------------------------------------- |
| …                            |                                                    |
| 15. Apr. 2010 – 8. Jul. 2010 | Abdelnasser Ben Issa (alias Abdel Nasser Ben Issa) |
| 8. Jul. 2010 – 3. Jun. 2011  | Elhadji Mahamadou Hassane Koura                    |
| 3. Jun. 2011 – 4. Dez. 2013  | Boubacar Alkali Ibrahim                            |
| 4. Dez. 2013 – 29. Jul. 2016 | Mamane Issa Ibrahim                                |
| 29. Jul. 2016 – 8. Nov. 2021 | Saadou Boureima (alias Boureima Sadou)             |
| 8. Nov. 2021 – 21. Sep. 2023 | Noura Rabo                                         |
| seit 21. Sep. 2023           | Abdou Djibo Issiaka                                |